# Димитрије Николић
Димитрије Николић (убијен 29. маја/11. јуна 1903), српски официр, убијен од завереника током Мајског преврата.

## Војна служба

### Српско-турски ратови (1876-1878)
Димитрије Николић учествовао је у Првом српско-турском рату као артиљеријски потпоручник. У краткотрајној офанзиви српске војске према Новом Пазару командовао је једном брдском полубатеријом од два топа, која је 24. јуна 1876. учествовала у заузимању турске карауле Змијака код села Борје, на прилазима Новом Пазару.

### Мајски преврат
Почетком 1903. пуковник Димитрије Николић постављен је од краља Александра Обреновића за команданта (дивизијара) Дунавске дивизије, чије је седиште било у Београду. Завереници који су 26.маја 1903. испланирали Мајски преврат и збацивање династије Обреновић, одлучили су се да истовремено предупреде сваки отпор краљевих присталица: тако су у ноћи преврата (29. маја 1903) поједина одељења завереника, истовремено са нападом на двор (око 2 часа ујутро), упућена да заузму пошту, телеграф, управу града и опколе станове министра председника, министра војног, министра унутрашњих послова и команданта Дунавске дивизије. Пошто је пуковник Николић био познат међу српским официрима као лично храбар и одан краљу Александру, и уз то заповедник највеће војне јединице стациониране у Београду, завереници, које су већином чинили официри без трупа, сматрали су га нарочито опасним.
Док је двор заузет по плану, а министри Димитрије Цинцар Марковић и Милован Павловић убијени без отпора, док је Велимир Тодоровић тешко рањен, пуковник Николић успео је да побегне из своје опкољене куће и одјури на Бањицу, где је подигао на оружје осми пук. Ту му се телефоном јавио нови дивизијар, постављен од завереника, и наредио му да положи оружје, пошто су краљ и краљица већ мртви. Николић је одбио да се покори, па су завереници упутили на Бањицу потпуковника Љубомира Милића, једног од бригадира Дунавске дивизије, са још двојицом млађих официра. Стигавши у касарну на Бањици, завереници су затекли пуковника Николића и цео пук постројен под оружјем: Николић је наредио потпуковнику Милићу да приђе сам, али су завереници отворили ватру из револвера, нашта су Николић и четворица његових подофицира одговорили ватром. У размени ватре погођени су двојица завереника и пуковник Николић, али је потпуковник Милић, који је био командант једне од бригада у Дунавској дивизији и од раније познат војницима, успео да их умири и убеди да се покоре новим властима, пошто је краљ већ мртав. Тако је са малим губицима савладан једини оружани отпор Мајском преврату, а пуковник Димитрије Николић пао је као последњи верни официр династије Обреновић.
Смртно рањени пуковник Николић умро је сутрадан у Војној болници у Београду. Од двојице погођених завереника, један је умро на месту, а други сутрадан у војној болници.

## Наслеђе
У серији Крај династије Обреновић из 1995, улогу Димитрија Николића веома упечатљиво је одиграо Данило Лазовић.